# Pluto Plus

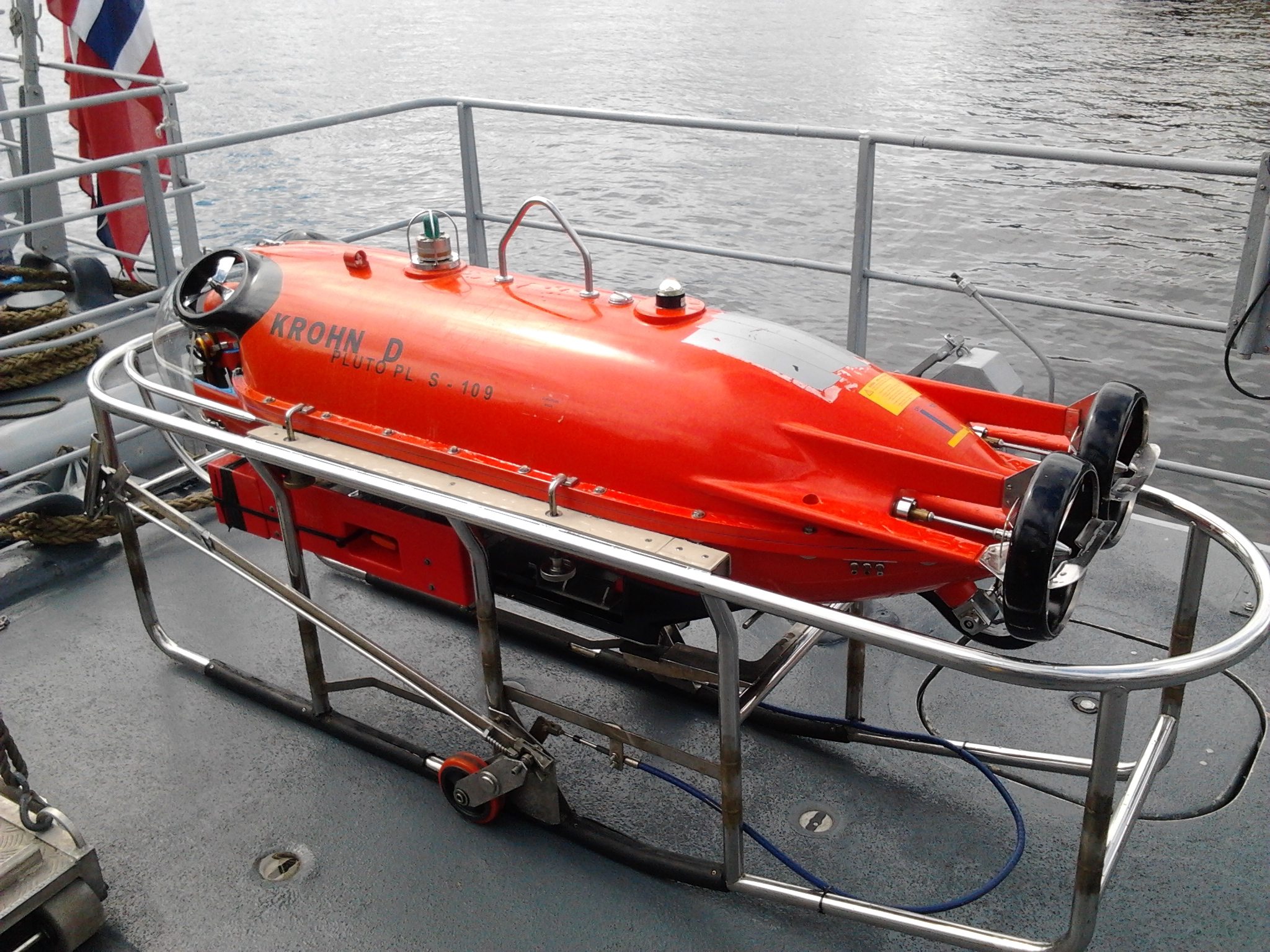
Pluto Plus AUV pour l'identification des mines marines et leur destruction par le navire de guerre des mines.

Le Pluto Plus est un véhicule sous-marin sans pilote (UUV) conçu pour être utilisé pour le déminage naval contre les mines marines et leur identification et destruction par des plongeurs, par exemple depuis un bâtiment-base de plongeurs démineurs.

## Description
Le véhicule, fonctionnant sur batterie, a une vitesse maximale de 6 nœuds (11,112 km/h) et une autonomie de 2 à 6 heures. Sa capacité à être équipé d'une liaison sans fil le rend adapté à des fins de contre-terrorisme.

## Histoire
La famille de drones sous-marin Pluto est développée et construite par la société idRoboTica à Lomazzo (Italie). The Columbia Group est le licencié exclusif pour la fabrication du Pluto Plus aux États-Unis.

## Opérateurs militaires
- Espagne équipe chaque navire de guerre des mines de la Classe Segura.